# دویسه (مریوان)
دویسه (مریوان)، روستایی از توابع بخش سرشیو شهرستان مریوان در استان کردستان ایران است.

## جمعیت
این روستا در دهستان سرشیو قرار دارد و براساس سرشماری مرکز آمار ایران در سال ۱۳۸۵، جمعیت آن ۳۷۵ نفر (۸۲خانوار) بوده‌است.اما در سال 1393 بر اثر احداث سد شنی گاران کل روستا تخریب و تخلیه گردید.